# Бабозеро
Бабозеро (рус. Бабозеро) слатководно је језеро ледничког порекла смештено у јужном делу Мурманске области, на крајњем северозападу европског дела Руске Федерације. Језеро се налази у југоисточном делу Кољског полуострва, а административно припада Терском рејону. Преко своје једине отоке, реке Кице, повезано је са басеном реке Варзуге, односно са акваторијом Белог мора. Само језеро се налази неких 25 километара североисточно од ушћа реке Варзуге.
Језеро је јако издужено у смеру север-југ у дужини од 23 километра, док је максимална ширина до 3,5 километара. Површина језерске акваторије је 44 км², а површина језера налази се на надморској висини од 138 метара. Подручје које отиче ка Бабозеру обухвата територију површине 732 км². Ширина језера у централном делу сужава се до свега 90 метара и дели језеро на два дела. Подручје око језера је доста ниско и равно, замочварено и обрасло густим шумама. На језеру се налази неколико мањих острва.